# Aprionus bostrichus
Aprionus bostrichus är en tvåvingeart som beskrevs av Berest 1997. Aprionus bostrichus ingår i släktet Aprionus och familjen gallmyggor. Arten har ej påträffats i Sverige. Inga underarter finns listade i Catalogue of Life.